# Analytic Hierarchy Process
Analytic Hierarchy Process (AHP) – wielokryterialna metoda hierarchicznej analizy problemów decyzyjnych. Umożliwia ona dekompozycję złożonego problemu decyzyjnego oraz utworzenie rankingu finalnego dla skończonego zbioru wariantów. Metoda została opracowana w 1970 roku przez Thomasa L. Saatiego i jest wykorzystywana w wielu dziedzinach takich jak: zarządzanie, politologia, socjologia, wytwarzanie czy transport. Metoda jest zaliczana do amerykańskiej szkoły wielokryterialnego podejmowania decyzji (MCDM).

## Algorytm

Przykładowa hierarchiczna struktura procesu decyzyjnego (według metody AHP) dla problemu polegającego na uszeregowaniu pięciu wariantów ocenianych względem sześciu kryteriów

Algorytm metody AHP składa się z czterech faz:
1. tworzenia hierarchicznej struktury procesu decyzyjnego,
2. definicji preferencji decydenta oraz obliczania ocen ważności dla wszystkich elementów hierarchii,
3. badania spójności macierzy preferencji,
4. tworzenia rankingu końcowego.

### Tworzenie hierarchicznej struktury procesu
Hierarchiczna struktura procesu decyzyjnego składa się z kilku poziomów: celu, kryteriów, podkryteriów i wariantów. Poziomy podkryteriów nie są obowiązkowe.

### Definicja preferencji decydenta
W metodzie AHP preferencje decydenta określane są przy pomocy względnych ocen ważności (pod)kryteriów i wariantów. Oceny te powstają poprzez porównywanie parami wszystkich obiektów znajdujących się na danym poziomie hierarchii. Preferencje określane są dla wszystkich poziomów hierarchii. Oceny wyrażane są przy pomocy wartości liczbowych. Zaproponowana przez Saatiego skala zakłada wartości od 1 do 9 (czasem do 7):
| Wartość | Ocena elementu A względem B      |
| 9       | A jest ekstremalnie preferowane  |
| 7       | A jest bardzo silnie preferowane |
| 5       | A jest silnie preferowane        |
| 3       | A jest słabo preferowane         |
| 1       | A jest równoważne z B            |

Oprócz tego dopuszczalne są wartości pośrednie (2, 4, 6, 8) oraz wartości odwrotne (np. 1/9 – B jest ekstremalnie preferowane względem A). Czasami występują jeszcze wartości z przedziału 1,1–1,9 dla elementów niemal równoważnych.
Na podstawie tak określonych ocen, na każdym poziomie hierarchii tworzone są kwadratowe macierze preferencji (np. macierz ocen wariantów względem danego kryterium). Macierze te cechuje spójność parami, tzn.:
- dany element macierzy jest równoważny względem samego siebie: {\displaystyle a_{i,i}=1,}
- wartość oceny elementu b względem elementu a jest odwrotnością oceny a względem b {\displaystyle a_{i,j}=1/{a_{j,i}}.}

Metoda dopuszcza istnienie pewnej niespójności globalnej macierzy – dopuszczalna jest sytuacja, w której element a jest preferowany względem b, b względem c, natomiast a nie jest preferowany względem c.

### Badanie spójności macierzy
W celu zbadania spójności macierzy preferencji Saaty zaproponował obliczenie dwóch współczynników spójności: CI (Consistency Index) oraz CR (Consistency Ratio). Dana macierz jest uważana za wystarczająco spójną w sytuacji, gdy wartość współczynnika CR jest mniejsza od 0,1. Jednakże w pewnych sytuacjach dopuszczalna jest większa niespójność danej macierzy (nawet na poziomie 0,15). W przypadku większych niespójności decydent powinien przedefiniować swoje preferencje.

### Tworzenie rankingu końcowego
Ranking końcowy tworzony jest poprzez obliczanie dla każdego wariantu wartości agregującej funkcji użyteczności. Wartość ta jest sumą iloczynów bezwzględnych wag wariantu na drodze od wariantu poprzez kryteria do celu. Bezwzględne wagi każdej macierzy oblicza się poprzez wyznaczenie jej wektora własnego. W celu wyznaczenia współczynników CI i CR danej macierzy konieczne jest znalezienie jej największej wartości własnej.

## Krytyka
Metoda AHP jest tematem wielu prac naukowych, w których potwierdzana jest jej użyteczność oraz poprawność. Pojawiły się jednakże również głosy krytyczne. Głosy te związane są głównie z:
- brakiem teoretycznych podstaw konstruowania hierarchii, w wyniku czego, w przypadku identycznych sytuacji decyzyjnych możliwe jest konstruowanie różnych hierarchii, co prowadzi do różnic w rozwiązaniach,
- dużą subiektywnością rankingów końcowych, związaną z subiektywnością poszczególnych ocen oraz wykorzystaniem umownej skali ocen,
- błędami w procedurze agregacji ocen,
- brakiem dostatecznego potwierdzenia w statystyce[4].

Niektórzy badacze twierdzą, że wady metody są poważne i mogą prowadzić do różnych typów błędów w podejmowaniu decyzji (patrz poniżej). Krytyka ta w znacznej części jest obszernie dyskutowana w rozdziale pt. Rank Preservation and Reversal współczesnej pracy Saatiego traktującej o AHP.
We wczesnych latach 90. w czasopismach recenzowanych (w tym Management Science oraz Journal of the Operations Research Society) opublikowano serię debat pomiędzy zwolennikami i krytykami metody AHP. Poniżej przedstawione zostały główne tezy krytyków oraz odpowiedź zwolenników.

### Wykorzystywanie arbitralnej skali ocen
Metoda bazuje na arbitralnej skali ocen. Poszczególne wartości są w praktyce określane poprzez werbalne ich zdefiniowanie przez decydenta. Np. jeżeli dana osoba powie, że dany wariant A jest słabo preferowany względem B, to A otrzyma względem B wagę 3. Natomiast określenie „A jest ekstremalnie preferowane” nada mu wagę 9. Badania empiryczne wykazały, że znaczenia określeń werbalnych zmieniają się w zależności od przedmiotu tych określeń oraz zależą od zbioru elementów, na którym dokonuje się porównania. Jednakże naukowcy, którzy przeprowadzili te badania, uważają powyższy problem za możliwy do naprawienia poprzez stworzenie skali opartej na wynikach empirycznych badań postrzegania przez użytkowników AHP. Opracowano również skale alternatywne do zaproponowanej przez Saatiego.

### Wrażliwość metody i tworzenie „nieistniejących rankingów”
Innym problemem jest stosunkowo duża wrażliwość metody nawet na niewielkie zmiany, nawet bez dodania lub usunięcia suboptymalnych wariantów. Możliwe jest uszeregowanie wariantów, nawet w przypadku, gdy de facto żaden szereg nie istnieje (np. wszystkie warianty są równoważne). Problem ten dotyczy zarówno podstawowej metody AHP, jak również niektórych jej odmian (ideal i PAHP). Dodatkowo poszczególne odmiany metody mogą w tych samych warunkach wygenerować różne rankingi.

### Zmiana rankingu w wyniku dodania „obojętnego” kryterium
Najnowsza krytyka wskazuje na kolejny defekt metody. Dodanie „obojętnego” kryterium, wobec którego wszystkie warianty są równoważne, w znaczący sposób wpływa na zagregowane wagi wariantów, co może mieć poważne konsekwencje dla rankingu końcowego.

### Odpowiedzi zwolenników metody
Zwolennicy AHP argumentują, iż pomimo powyższych obaw, proces podejmowania decyzji oparty na tej metodzie sprawuje się dobrze w praktyce i jest bardzo popularny wśród decydentów zarówno w sektorze prywatnym, jak i publicznym.